# Bulbophyllum berenicis
Bulbophyllum berenicis är en orkidéart som beskrevs av Heinrich Gustav Reichenbach. Bulbophyllum berenicis ingår i släktet Bulbophyllum och familjen orkidéer. Inga underarter finns listade i Catalogue of Life.